# Блоссом (мыс, Аляска)
Блоссом (англ. Cape Blossom) — мыс, расположенный на полуострове Болдуин на Аляске, который занимает выступ, вытянувшийся в залив Коцебу в юго-западном направлении в 18 км южнее города Коцебу. Мыс Блоссом — точка на полуострове Болдуин между городом Коцебу и мысом Гарнет (англ. Point Garnet) в заливе Коцебу.
Этот мыс был назван в 1826 году капитаном Королевского военно-морского флота Фредериком Уильям Бичи в честь его судна HMS «Blossom».